# Flatocerus nankunshanensis
Flatocerus nankunshanensis är en insektsart som beskrevs av Liang och Z. Zheng 1984. Flatocerus nankunshanensis ingår i släktet Flatocerus och familjen torngräshoppor. Inga underarter finns listade i Catalogue of Life.